# محمد الجعفری
محمد الجعفری (زاده ۱۳ بهمن ۱۳۸۰) کاراته‌کا اهل اردن است. او کاراته را از سال ۱۳۹۳ در مرکز ورزشی الطائر و زیر نظر پدرش فائق الجعفری  آغاز کرد. وی در حال حاضر عضو تیم ملی زیر ۲۱ سال و بزرگسالان، کاراته اردن می‌باشد. محمد الجعفری طبق اعلام آخرین رنکینگ جهانی توسط فدراسیون جهانی کاراته در رتبه ی دوم وزن منهای ۸۴ قرار دارد.

## افتخارات
از افتخارات وی می‌توان به کسب ۱ مدال برنز مسابقات جهانی زیر ۲۱ و ۲ طلا لیگ جهانی بزرگسالان اشاره کرد.